# Vorly
Vorly – miejscowość i gmina we Francji, w Regionie Centralnym, w departamencie Cher.
Według danych na rok 1990 gminę zamieszkiwały 263 osoby, a gęstość zaludnienia wynosiła 14 osób/km² (wśród 1842 gmin Regionu Centralnego Vorly plasuje się na 878. miejscu pod względem liczby ludności, natomiast pod względem powierzchni na miejscu 704.).